# 군포시의 국회의원

## 행정구역 변천
- 1989년 1월 1일 시흥군 군포읍에 경기도 군포시 설치
- 1994년 12월 26일 화성군 반월면 둔대리·도마교리·속달리·대야미리를 편입
- 2016년 2월 28일 군포시 인구상한선 초과로 군포시갑, 군포시을로 분구되었다

## 군포시의 역대 국회의원 일람
| 대수   | 이름           | 소속정당       | 임기                              | 선거구역                                              |
| ------ | -------------- | -------------- | --------------------------------- | ----------------------------------------------------- |
| 제14대 | 제정구(諸廷垢) | 민주당         | 1992년 5월 30일 ~ 1996년 5월 29일 | 시흥시·군포시 일원                                    |
| 제15대 | 유선호(柳宣浩) | 새정치국민회의 | 1996년 5월 30일 ~ 2000년 5월 29일 | 군포시 일원                                           |
| 제16대 | 김부겸(金富謙) | 한나라당       | 2000년 5월 30일 ~ 2004년 5월 29일 | 군포시 일원                                           |
| 제17대 | 김부겸(金富謙) | 열린우리당     | 2004년 5월 30일 ~ 2008년 5월 29일 | 군포시 일원                                           |
| 제18대 | 김부겸(金富謙) | 통합민주당     | 2008년 5월 30일 ~ 2012년 5월 29일 | 군포시 일원                                           |
| 제19대 | 이학영(李學永) | 민주통합당     | 2012년 5월 30일 ~ 2016년 5월 29일 | 군포시 일원                                           |
| 제20대 | 김정우(金政祐) | 더불어민주당   | 2016년 5월 30일 ~ 2020년 5월 29일 | 군포시 갑: 군포1동 군포2동 산본1동 금정동 대야동      |
| 제20대 | 이학영(李學永) | 더불어민주당   | 2016년 5월 30일 ~ 2020년 5월 29일 | 군포시 을: 산본2동 재궁동 오금동 수리동 궁내동 광정동 |
| 제21대 | 이학영(李學永) | 더불어민주당   | 2020년 5월 30일 ~ 2024년 5월 29일 | 군포시 일원                                           |
| 제22대 | 이학영(李學永) | 더불어민주당   | 2024년 5월 30일 ~                 | 군포시 일원                                           |

## 같이 보기
- 시흥시·군포시
- 군포시 (1996년 선거구)
- 군포시 갑
- 군포시 을
- 군포시 (2020년 선거구)
- 시흥시의 국회의원
- 화성시의 국회의원
- 안산시의 국회의원
- 의왕시의 국회의원
- 과천시의 국회의원
- 광명시의 국회의원
- 안양시의 국회의원